# Ulrich Larsen
Ulrich Løvenskjold Larsen (* 14. September 1976 auf Sjælland, Dänemark) ist ein dänischer Koch im Ruhestand, der rund zehn Jahre lang (2010–2020) Nordkorea, getarnt als Unterstützer der nordkoreanischen Diktatur, infiltrierte.

## Tätigkeit
Nachdem Larsen wegen eines schweren Diabetes seinen Beruf als Koch aufgeben musste, begann er, sich für Nordkorea zu interessieren. Larsen nahm seine verdeckten Ermittlungen nach seinem Eintritt in die dänische Nordkorea-Freundschaftsorganisation auf. Durch diese Zusammenarbeit baute Larsen enge Verbindungen zu der Korean Friendship Association (KFA) auf. Hier wurde er ein enger Verbündeter einiger einflussreicher Nordkorea-Unterstützer der westlichen Welt.
In dem Dokumentarfilm Der Maulwurf – Undercover in Nordkorea ist Larsens Arbeit als „Maulwurf“ dokumentiert. Der Film folgt seinen Reisen um die Welt mit Jim Latrache-Qvortrup, der als Mr. James ebenfalls undercover agiert und als scheinbar wohlhabender Norweger bereit ist, vorzugeben mit Nordkorea illegale Geschäfte eingehen zu wollen. Der Zweck des Vorhabens ist aufzudecken, wie die Nordkoreaner Sanktionen der Vereinten Nationen umgehen und illegale Aktivitäten außerhalb Nordkoreas initiieren. Der Film dokumentiert, wie Ulrich Larsen und Mr. James über Kontakt zu nordkoreanischen Diplomaten, Regierungsbeamten sowie zugehörigen Geheimdienstmitarbeitern Zugang zu einem internationalen kriminellen Netzwerk erhalten, das mit Drogen und Waffen handelt. Mit (versteckten) Kameras und Mikrofonen werden unterzeichnete Verträge und abgeschlossene Geschäfte im Geheimen aufgezeichnet. Sie dokumentieren unter anderem, dass Nordkorea versucht, mit einer in Aussicht gestellten Investition von Mr. James eine Untergrundfabrik für die Produktion von Drogen und Waffen in Uganda zu errichten. Sie werden dabei von nordkoreanischen Unterhändlern, Botschaftsmitarbeitern sowie von ugandischen Amtsträgern unterstützt. Der Dokumentarfilm wurde von dem dänischen Journalisten Mads Brügger gedreht und am 11. Oktober 2020 erstmals in Dänemark, Norwegen, Schweden und dem Vereinigten Königreich ausgestrahlt.

## Privates
Larsen wuchs in Süddänemark nahe der deutschen Grenze auf. Bevor er seine Arbeit als Koch niederlegte und seine Infiltrationsarbeiten dokumentierte, lebte Larsen mit seiner Familie in einem Vorort von Kopenhagen. Seit der Veröffentlichung des Dokumentarfilms ist Larsen ein internationaler Keynote-Speaker, der seine Geschichten aus seiner jahrelangen Undercover-Tätigkeit erzählt. Larsen und seine Familie befinden sich seit dem Kontakt zu dem nordkoreanischen Regime in einem Personenschutzprogramm.